# 日永肝炎
日永肝炎（ひながかんえん）は、1966年（昭和41年）に三重県四日市市の日永地区を中心に発生した奇病。日永地区を中心に被害が出た事から「日永肝炎｣と命名された。

## 概要
1966年（昭和41年）の秋頃から、三重県四日市市で肝炎に似た原因不明の奇病が続出した。特に一番ひどかった四日市市日永地区及び四郷地区では1967年（昭和42年）11月中だけで86人の日永肝炎の患者が発生して、その内日永肝炎で1名が死亡して、日永地区民と周辺の四日市市の南部地域住民を不安に陥れた。
四日市市では、四日市保健所・四日市医師会と合同協議をして、1967年（昭和42年）12月から1968年（昭和43年）1月まで日永地区内9町の住民全員を対象にアンケートを実施して、生活の環境状況の調査と肝臓関係疾患履歴の病歴調査と環境調査の奇病実態調査をした。1968年（昭和43年）2月以降に、肝炎多発の日永地区の四日市市天白町を中心に日永地区近隣の6町では住民の集団検診を実施して、患者の治療方法や潜在的な患者の追跡や防疫対策を講じたが、日永肝炎の原因について全く解明できない状況であった。

## 奇病の原因究明
この「日永肝炎」は1968年（昭和43年）に国会にも公害問題や環境問題として取り上げられて、「界面活性剤による四日市ぜんそく以外の新しい四日市の公害病ではないか」と云う議論があり、田中覚三重県知事は、その後の記者会見で「日永地区を流れる天白川・鹿化川の水質調査の結果は、重金属による汚染が原因ではない事は明白である。ウイルスによるものかはの確認は肝臓組織の検査を待つしかない」と語った。この間の期間に市立四日市病院では、日本国内に東北大学医学部にしかない最新式の腹くう鏡を入手して、川村耕造医師がこれを駆使して医学調査・研究に当たり、日永肝炎の集団検診が行われた。川村耕造医師が、同病院への肝臓病患者50人の肝臓組織を持って東京大学三宅病理学教室を訪れて、検討してもらった結果「四日市の集団肝炎は、公害とはまず関係のないウイルス性の肝炎」との結論を得ている。その後「日永肝炎」は時日を経て終息した。